# Vladimir Vasiljevič Stasov
Vladimir Vasiljevič Stasov, rusky Владимир Васильевич Стасов, (14. ledna 1824, Petrohrad, Ruské impérium – 23. října 1906 tamtéž) byl ruský hudební a umělecký kritik, historik umění, archivář a veřejný činitel. Byl synem architekta Vasilije Petroviče Stasova. Jeho starší sestra Naděžda Vasiljevna Stasovová (1822–1895) byla veřejně činnou osobou, mladší bratr Dmitrij Vasiljevič Stasov (1828–1918) vynikajícím advokátem.

## Životopis
V roce 1836 poslal otec mladého Stasova studovat do právě založené Císařské právnické školy, jedné z nejprestižnějších petrohradských škol založené Pjotrem Georgijevičem Oldenburským[zdroj⁠?!]. Ještě během studií se začal živě zajímat o hudbu, ale skladatelské vlohy neměl a tak se rozhodl stát se hudebním kritikem. v roce 1842 napsal článek o Ferencu Lisztovi, který přijel do Petrohradu. Nikde jej ale neotiskl. Studium ukončil v roce 1843 a nastoupil službu na různých pozicích ve státní správě, mimo jiné na ministerstvu spravedlnosti. Po dokončení školy se dál soustavně zabýval samostudiem. Hovořil plynně šesti jazyky.
V roce 1847, kdy publikoval své první články v petrohradském měsíčníku Отечественные записки (Vlastenecké zápisky), zahájil kariéru kritika. V témže roce byl přizván vydavatelem Andrejem Alexandrovičem Krajevským ke spolupráci v oboru zahraniční literatury. Začal psát recenze na malířská, sochařská, architektonická a hudební díla. Do roku 1848 publikoval kolem 20 článků.
V roce 1848 byl za kontakty s Petraševci propuštěn z časopisu, zatčen a uvězněn v Petropavlovské pevnosti. V roce 1851 odešel do penze a jako sekretář bohatého uralského průmyslníka, mecenáše a milovníka umění Anatolie Nikolajeviče Děmidova odjel do zahraničí. Pracoval v největších knihovnách a archivech. Byl knihovníkem Děmidovově sídle v San Donatu blízko Florencie. Často navštěvoval ruské umělce a architekty, kteří žili v Itálii - Alexandera Brjullova, Sergeje Ivanova, Vorobjeva a Ajvazovského.
Do Petrohradu se Stasov vrátil v květnu 1854. Seznámil se s Alexandrem Dargomyžským a Milijem Balakirevem a i s jeho přispěním v té době vzniklo sdružení pěti ruských skladatelů Mocná hrstka, kteří se scházeli v letech 1856 až 1862 pod Balakirevovým vedením. Dalšími členy byli Alexander Borodin, César Kjui, Modest Musorgskij a Nikolaj Rimskij-Korsakov. Později se Stasov stal ideovým vůdcem skupiny a propagátorem jejich tvorby. Označení Mocná hrstka poprvé použil kritik Stasov v roce 1867.
V 60. letech 19. století Stasov podporoval Товарищество передвижных выставок (Peredvižniky) - tvůrčí skupinu ruských umělců, s kterým byla úzce svázaná veškerá jeho činnost. Byl jedním z hlavních iniciátorů a historikem Peredvižniků, aktivně se podílel na přípravě první výstavy a pak i následné série výstav. Koncem roku 1856 dostal od ředitele petrohradské Veřejné knihovny Andrejeviče Modesta Korfa nabídku pracovat jako jeho pomocník, zejména v souvislosti se sběrem archivních materiálů ze života a vlády cara Mikuláše I.
V letech 1856-1872 pracoval ve Veřejné knihovně, kde měl v uměleckém oddělení svůj stůl. Jeho přičiněním vznikla řada výstav starých ruských rukopisů. V listopadu 1872 přijal pozici knihovníka na plný úvazek a až do své smrti se staral o oddělení umění. Radil spisovatelům, umělcům a skladatelům. Shromažďoval rukopisy ruských umělců, zejména skladatelů, a díky němu má Ruská národní knihovna nejucelenější sbírku skladatelů petrohradské školy.
V roce 1900 byl Stasov společně se svým přítelem Lvem Nikolajevičem Tolstým přijat za člena Petrohradské akademie věd.
Vladimir Vasiljevič Stasov zemřel v Petrohradě 23. října 1906 a je pochován na nekropoli umělců na Tichvinském hřbitově.

## Fotogalerie

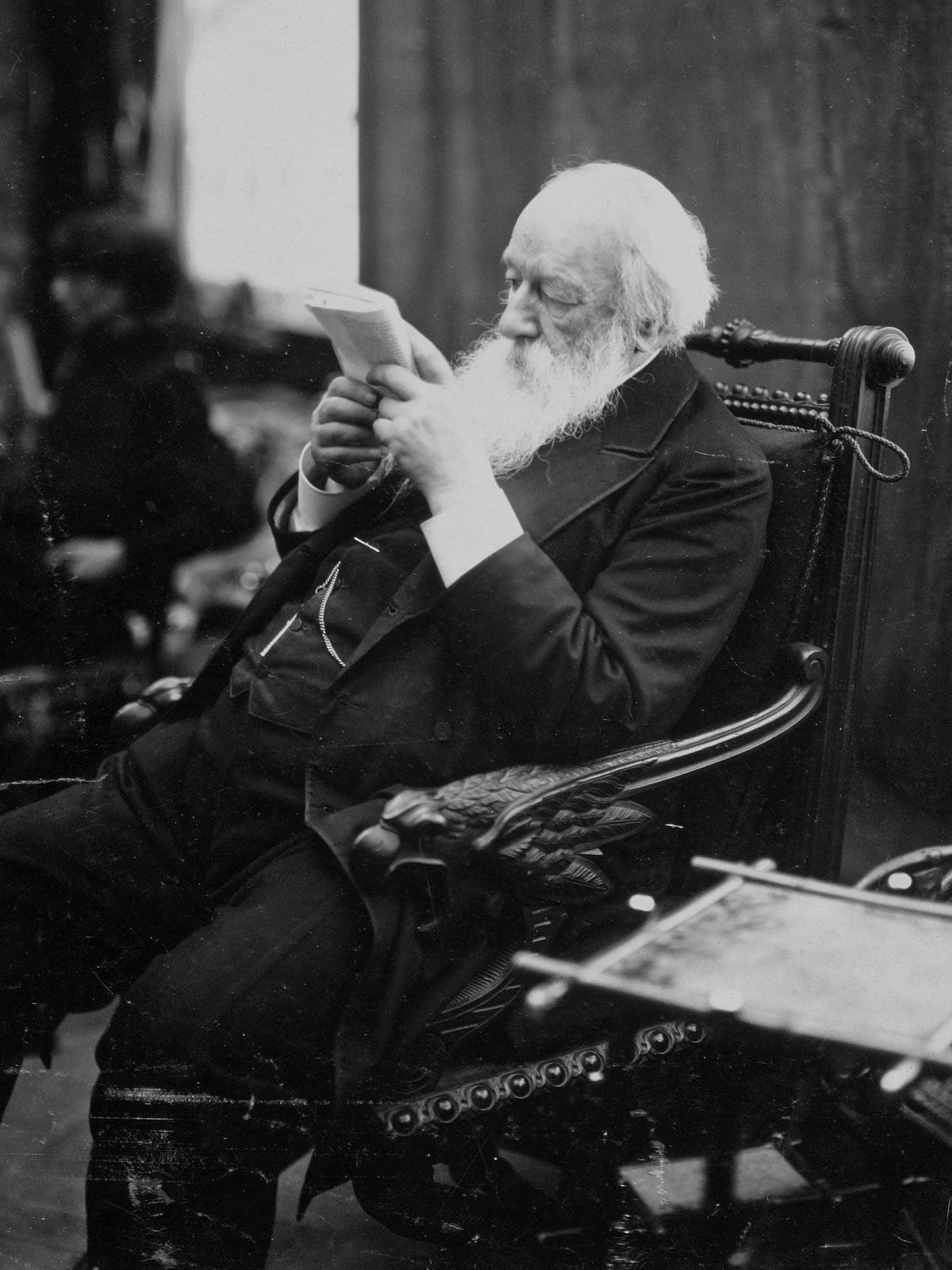
Vladimir Vasiljevič Stasov
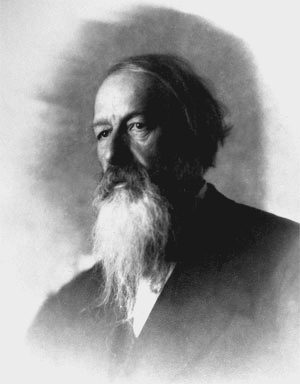
Vladimir Vasiljevič Stasov
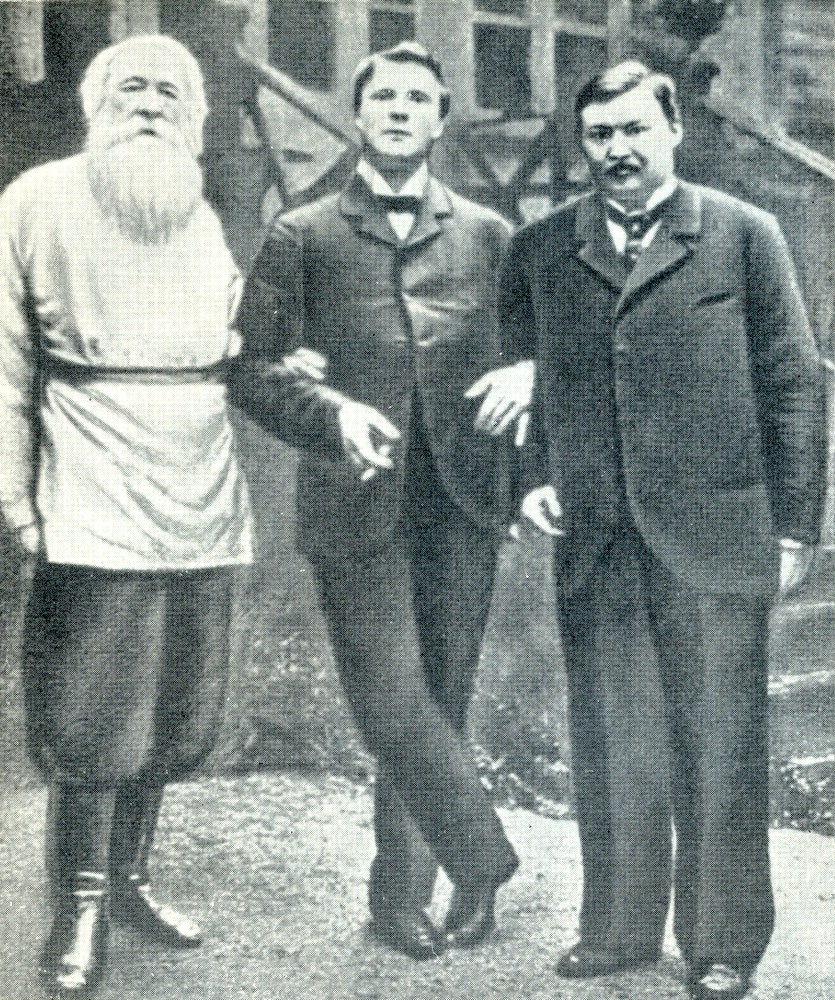
Zleva: V. V. Stasov, Fjodor Ivanovič Šaljapin a Alexander Glazunov
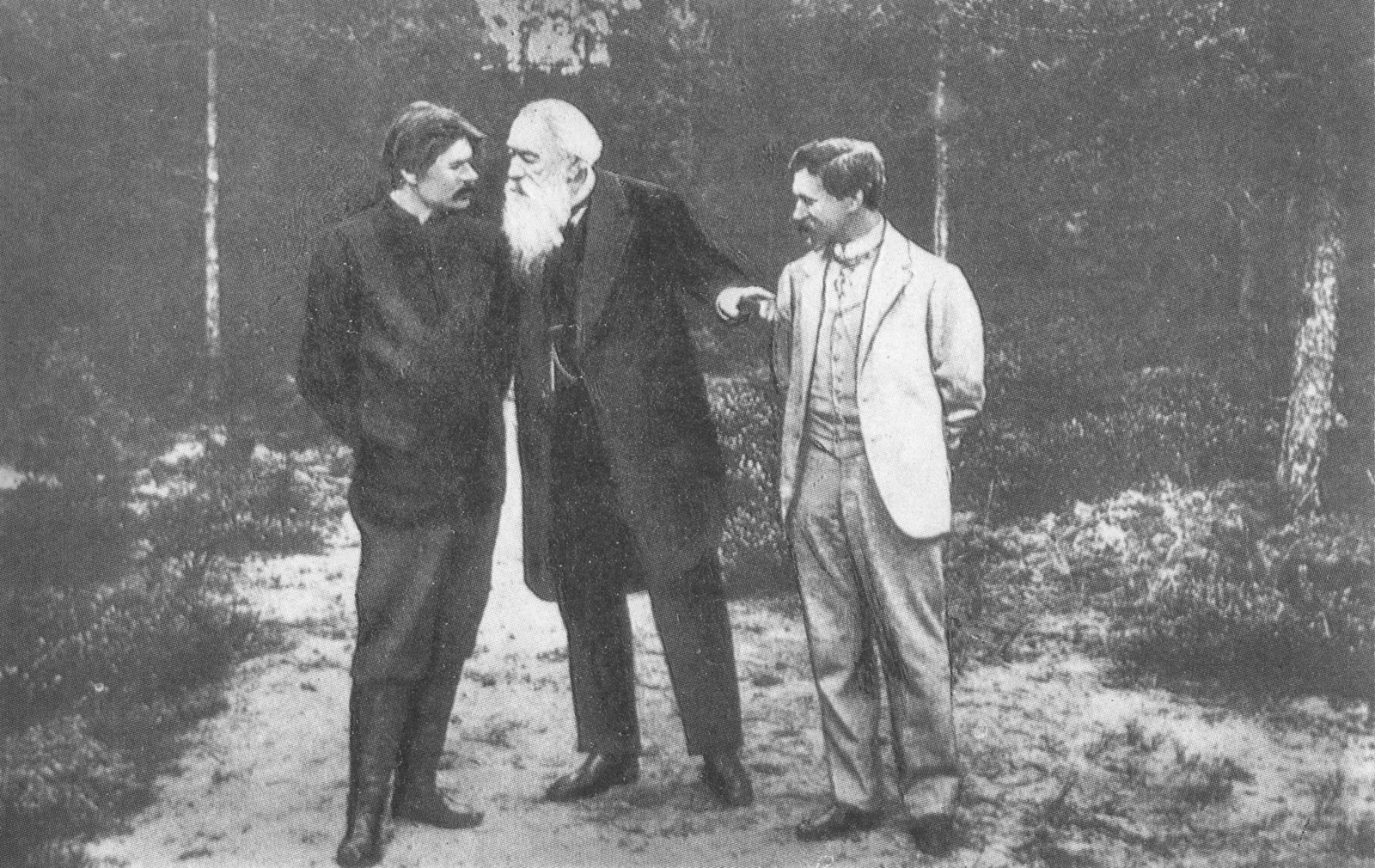
Zleva: Maxim Gorkij, V. V. Stasov a Ilja Repin
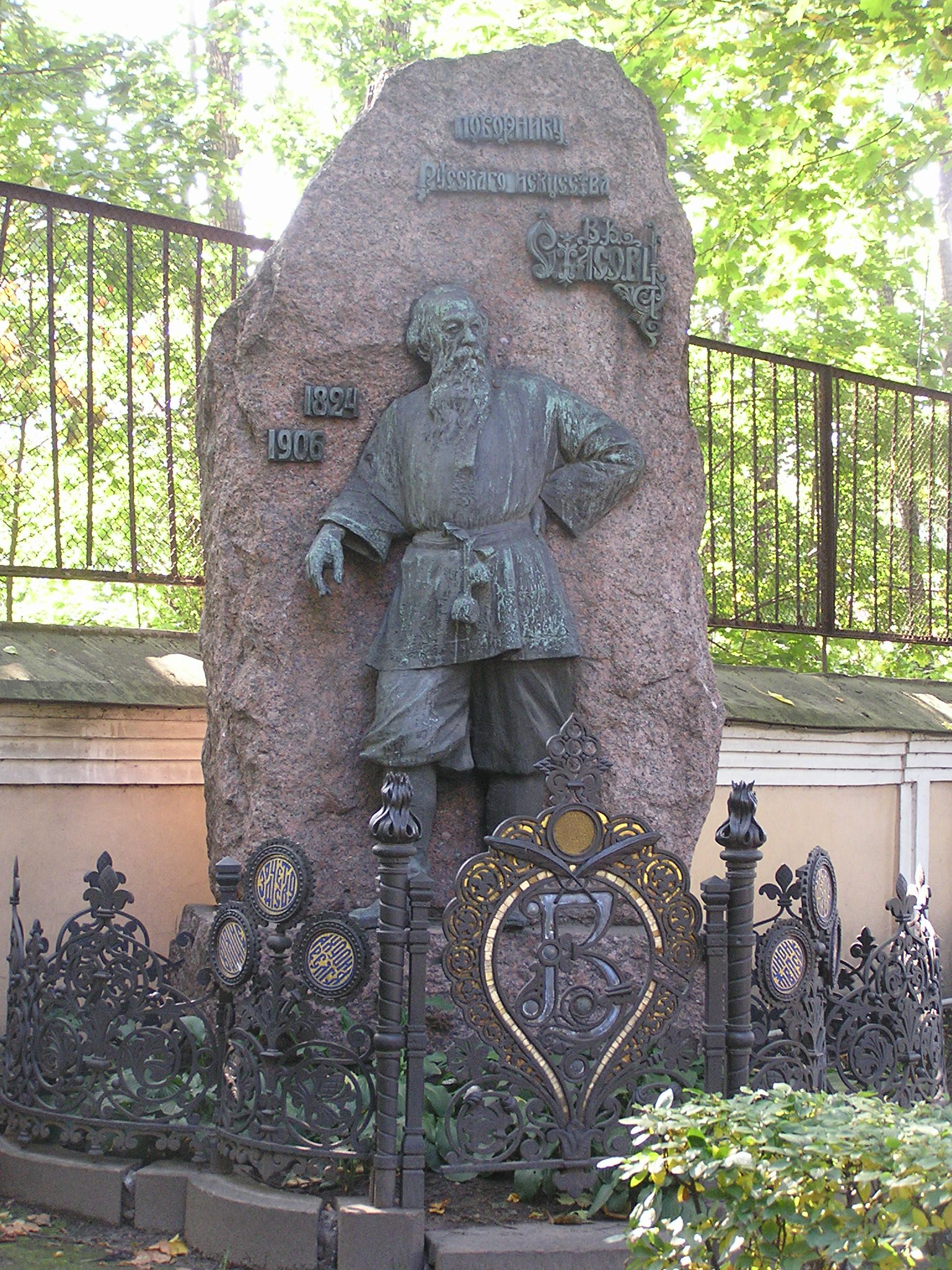
Náhrobek V. V. Stasova

### Dílo
- СТАСОВ, Владимир Васильевич. Сочинения. In:  Владимир Васильевич Стасов. Избранные сочинения. Москва: Государственное издательство "Искусство", 1952. Dostupné online. (rusky)
- СТАСОВ, Владимир Васильевич. Русские путешественницы из Сибири в Неаполь на тележке. In:  Исторический вестник, Т. 40., № 6.. [s.l.]: [s.n.], 1890. Dostupné v archivu pořízeném dne 2013-12-27. S. 644–646. (rusky) Archivováno 27. 12. 2013 na Wayback Machine.
- СТАСОВ, Владимир Васильевич. Памяти Мусоргского. In:  Исторический вестник, Т. 23., № 3.. [s.l.]: [s.n.], 1886. Dostupné v archivu pořízeném dne 2015-04-02. S. 644–656. (rusky) Archivováno 2. 4. 2015 na Wayback Machine.
- Портрет Глинки, деланный в Париже. In:  Исторический вестник, Т. 47., № 3.. [s.l.]: [s.n.], 1892. Dostupné v archivu pořízeném dne 2011-11-01. (rusky) Archivováno 1. 11. 2011 na Wayback Machine.